# Vagli Sotto
Vagli Sotto – miejscowość i gmina we Włoszech, w regionie Toskania, w prowincji Lukka.
Według danych na rok 2004 gminę zamieszkiwały 1123 osoby, 28,1 os./km².